# Mitl Valdez
Mitl Valdez (Ciudad de México, 24 de agosto de 1949) es un cineasta mexicano.

## Biografía
Concluyó los estudios generales cinematográficos por el CUEC (Centro Universitario de Estudios Cinematográficos), del que fue director de febrero de 1997 a marzo de 2004. Así mismo ha escrito, dirigido y editado más de veinte documentales y varios programas de televisión. Actualmente prepara un reboot para las nuevas generaciones de su película Los Confines.

## Películas
Como director:
- Tras el horizonte (1984)
- Los confines (1987)
- Los vuelcos del corazón (1996)